# 石見徹
石見 徹（いわみ とおる、1948年 - ）は、日本の経済学者。専門は、国際経済学、国際金融論、経済史。
和歌山県生まれ。東京大学経済学部卒業、同大学院経済学研究科博士課程単位取得退学。東京大学名誉教授。
1986年、論文「ドイツ恐慌史論：第二帝政期の成長と循環 」で東京大学より経済学博士の学位を取得。

## 著書

### 単著
- 『ドイツ恐慌史論――第二帝政期の成長と循環』（有斐閣, 1985年）
- Japan in the International Financial System, (Macmillan, 1995).
- 『日本経済と国際金融』（東京大学出版会, 1995年）
- 『国際通貨・金融システムの歴史 1870~1990』（有斐閣, 1995年）
- 『国際経済体制の再建から多極化へ』（山川出版社, 1996年）
- 『世界経済史――覇権国と経済体制』（東洋経済新報社, 1999年）
- 『全地球化するマネー――ドル・円・ユーロを読む』（講談社［講談社選書メチエ］, 2001年）
- 『開発と環境の政治経済学』（東京大学出版会, 2004年）
- 『グローバル資本主義を考える』（ミネルヴァ書房, 2007年）
- 『地球温暖化問題は解決できるか――実現可能な方向を求めて』（岩波書店, 2009年）

### 共編著
- （伊藤元重）『国際資本移動と累積債務』（東京大学出版会, 1990年）